# أوستستالينجفيرف
أوستستالينجفيرف Ooststellingwerf  بلدية تقع في مقاطعة فرايزلاند شمال هولندا.

## طوبوغرافيا
خريطة طوبوغرافية هولندية لبلدية أوستستالينجفيرف، يونيو 2015، (تقرأ بعد ثلاث نقرات على الخريطة).